# TRNSyS
TRNSYS es un programa de simulación utilizado principalmente en los campos de la ingeniería de  las energías renovables y la simulación de sistemas solares pasivos, así como el diseño solar activo. TRNSYS es un paquete de software comercial desarrollado en la Universidad de Wisconsin. Uno de sus usos originales fue el de realizar la simulación dinámica del comportamiento de un sistema de agua caliente solar para un año típico meteorológicos a fin de que se pueda comprobar los ahorros de costes a largo plazo de estos sistemas.